# 愛與黑暗的故事 (電影)
是娜塔莉·波曼的2015年導演處女作。入選第68屆坎城影展「特別放映」單元。

## 簡介

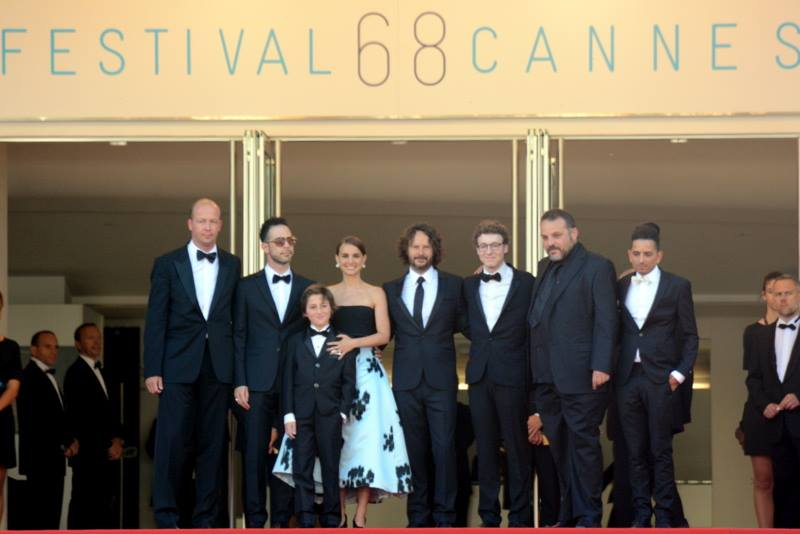
導演及演員在第68屆坎城影展的合影

電影改編自以色列作家阿摩司·奥兹的同名自传小说。並由娜塔莉波曼改編劇本及演出母親角色。

## 演員
- 娜塔莉·波曼 飾演 Fania Klausner né Mussman
- Gilad Kahana（英语：Gilad Kahana） 飾演 Arieh Klausner
- Amir Tessler（英语：Amir Tessler） 飾演 Amos Klausner（小孩）
- Makram Khoury（英语：Makram Khoury） 飾演 Halawani
- Yonatan Shiray 飾演 Amos Klausner/Oz（青年）
- 希拉·哈斯 飾演 Fania Mussman（年輕）
- Neta Riskin
- Asia Naifeld